# Protitame pallicolor
Protitame pallicolor là một loài bướm đêm trong họ Geometridae.